# Jörg Stratmann
Jörg Stratmann (* 7. April 1954 in Letmathe) ist ein ehemaliger deutscher Säbelfechter. Er war mehrfacher deutscher Meister und nahm an den Olympischen Spielen 1984 in Los Angeles teil. Sein Vater Günter war ebenfalls ein erfolgreicher Fechter und Teilnehmer bei den Olympischen Spielen 1956 in Melbourne. Stratmann focht für die FSG Iserlohn, als Trainer war er später auch für den TSC Eintracht Dortmund tätig.

## Sportlicher Werdegang
Seit 1970 gehörte Stratmann der FSG Iserlohn an und wurde zunächst von seinem Vater trainiert. Schon als Junior gewann er mehrere deutsche Meisterschaften in seiner Altersklasse. 1974 gewann er erstmals die deutsche Einzelmeisterschaft bei den Aktiven. Es folgten drei weitere Meistertitel 1978, 1979 und 1984 sowie zwei Vizemeisterschaften 1977 und 1981.
Stratmann nahm an den Weltmeisterschaften 1977 in Buenos Aires sowie 1978 in Hamburg teil. Bei den Olympischen Spielen 1984 focht er sowohl im Säbeleinzel als auch mit der Mannschaft. Im Einzel schied er in der Halbfinalrunde mit einem Sieg und vier Niederlagen als letzter seiner Runde aus und wurde 22. Mit der Mannschaft belegte er den vierten Platz, nachdem das Gefecht um Platz drei knapp gegen Rumänien verloren ging.
Beruflich ist Stratmann Journalist und arbeitete für verschiedene Zeitungen wie Die Welt oder die Frankfurter Allgemeine Zeitung sowie für die Medienabteilung des Deutschen Olympischen Sportbundes. Als Sportredakteur verfasste er auch zahlreiche Artikel über den Fechtsport.